# 분청사기 상감 '경태5년명' 이선제 묘지
분청사기 상감 '경태5년명' 이선제 묘지(粉靑沙器 象嵌 '景泰5年銘' 李先齊 墓誌)는 국립광주박물관에 있는, 조선 세종대 집현전 학사 출신으로 종2품 관직을 역임한 이선제(李先齊, 1390～1453)의 묘지(墓誌)이다. 2018년 6월 27일 대한민국의 보물 제1993호로 지정되었다.

## 개요
'분청사기 상감 경태5년명 이선제 묘지'는 조선 세종대 집현전 학사 출신으로 종2품 관직을 역임한 이선제(李先齊, 1390～1453)의 묘지(墓誌)로, 1998년 6월 김포공항을 거쳐 일본으로 밀반출되었다가 2017년 9월 일본인 소장가의 기증으로 국내로 환수된 문화재이다.
이 묘지는 조선 초기 민간의 상장례(喪葬禮)가 정비 보급되기 전 제작된 것으로서, 2개의 넓은 장방형태토판(長方形胎土板)과 2개의 좁은 태토판을 붙인 위패형(位牌形)의 독특한 형태로 제작되었다. 이는 15세기 초․중반 사각형 도자판(陶瓷板)에 청화(靑華), 철화(鐵畵), 음각 등의 방법으로 글씨를 새기거나 위패형, 대반형(大盤形), 종형(鐘形)등 다양한 형태로 묘지를 제작한 시대적 경향을 반영한 것으로, 15세기 후반부터 왕실에서는 백자 판형 지석이 제작되기 시작함에 따라 이선제 묘지는 재질, 장식, 형태 등에서 조선 초기 묘지석 제작의 과도기적 상황을 잘 보여주는 유물로 평가된다.
이선제 묘지는 기축옥사(己丑獄死)에 연루되어 기록이 제대로 전하지 않은 그의 가계와 이력 등을 알 수 있게 해주며, 조선 15세기경의 변화하는 상장의례나 도자 기술, 서체 연구를 위한 중요한 편년작으로서 학술적․예술적 가치가 높다.

## 참고 자료
- 분청사기 상감 '경태5년명' 이선제 묘지 - 국가유산청 국가유산포털